# 級地制度
級地制度（きゅうちせいど）とは、生活保護による扶助を行う際に、生活保護法第8条第2項に基づき、地域ごとの立地特性や生活様式などに応じて生じる物価・生活水準の差を、生活保護の基準額に反映させることを目的とした制度である。

## 級地制度の概要
級地の地域区分は、市町村を単位として区分される。東京23区（特別区）は1つの地域として区分される。
日本全国を1級地から3級地まで3つに分類し、さらにその各級地の中で「○級地-1」「○級地-2」と2つに分け、6段階で級地を区分する方式となっている。保護を受ける市町村が属する級地により生活扶助基準額が変化する。

### 制度の変遷
生活保護法が成立した1950年（昭和25年）以降、地域格差を是正するため、当該市町村の人口規模、必要とされる生計費、家賃や物価の地域差、消費水準や消費実態・生活様式や慣行等々を勘案し、級地区分の考え方が7回にわたり見直しされている。1987年4月からは現行の6級地制が施行された。
| 期間                  | 区分        | 概要                                                                                                  | 最大格差             |
| --------------------- | ----------- | --- | -------------------- |
| 1946年3月 - 1946年6月 | 6地域区分割 | 人口規模に応じ、地域毎に必要な生計費を算定する標準生計費方式を採り入れた。                            |                      |
| 1946年7月 - 1951年4月 | 3地域区分割 | 6地域区分割を統合して3区分した。                                                                      |                      |
| 1951年5月 - 1953年7月 | 5級地制     | 物価の地域格差に着眼した。最高を1級地、最低を5級地の5区分とした。                                     | 100対85.9            |
| 1953年7月 - 1957年3月 | 6級地制     | 地域格差の内訳として物価と消費の水準、生活様式を加味した。5級地制に加えて更に上位の特級地を設定した。 | 100対70.0            |
| 1957年4月 - 1978年3月 | 4級地制     | 物価差・消費実態・生活慣行。                                                                          | 100対73.0 9%均等差   |
| 1978年4月 - 1987年3月 | 3級地制     | | 100対82.0            |
| 1987年4月 -           | 6級地制     | | 100対77.5 4.5%均等差 |

## 級地区分一覧
2018年（平成30年）10月1日現在の、都道府県別の級地区分の一覧を以下に示す。

### 1級地-1
| 埼玉県川口市 さいたま市 東京都区の存する地域 八王子市 立川市 武蔵野市 三鷹市 府中市 昭島市 調布市 町田市 | 小金井市 小平市 日野市 東村山市 国分寺市 国立市 福生市 狛江市 東大和市 清瀬市 東久留米市 多摩市 稲城市 西東京市 | 神奈川県横浜市 川崎市 鎌倉市 藤沢市 逗子市 大和市 三浦郡 葉山町 愛知県名古屋市 京都府京都市 | 大阪府大阪市 堺市 豊中市 池田市 吹田市 高槻市 守口市 枚方市 茨木市 八尾市 寝屋川市 松原市 大東市 | 箕面市 門真市 摂津市 東大阪市 兵庫県神戸市 尼崎市 西宮市 芦屋市 伊丹市 宝塚市 川西市 |

### 1級地-2
| 北海道札幌市 江別市 宮城県仙台市 埼玉県所沢市 蕨市 戸田市 朝霞市 和光市 新座市 | 千葉県千葉市 市川市 船橋市 松戸市 習志野市 浦安市 東京都 青梅市 武蔵村山市 神奈川県横須賀市 平塚市 | 小田原市 茅ヶ崎市 相模原市 三浦市 秦野市 厚木市 座間市 滋賀県大津市 京都府宇治市 向日市 長岡京市 | 大阪府岸和田市 泉大津市 貝塚市 和泉市 高石市 藤井寺市 四條畷市 交野市 泉北郡 忠岡町 兵庫県姫路市 明石市 | 岡山県岡山市 倉敷市 広島県広島市 呉市 福山市 安芸郡 府中町 福岡県北九州市 福岡市 |

### 2級地-1
| 北海道函館市 小樽市 旭川市 室蘭市 釧路市 帯広市 苫小牧市 千歳市 恵庭市 北広島市 青森県青森市 岩手県盛岡市 秋田県秋田市 山形県山形市 福島県福島市 茨城県水戸市 栃木県宇都宮市 群馬県前橋市 高崎市 桐生市 埼玉県川越市 熊谷市 春日部市 狭山市 | 上尾市 草加市 越谷市 入間市 志木市 桶川市 八潮市 富士見市 三郷市 ふじみ野市 入間郡 三芳町 千葉県野田市 佐倉市 柏市 市原市 流山市 八千代市 我孫子市 鎌ケ谷市 四街道市 東京都羽村市 あきる野市 西多摩郡 瑞穂町 神奈川県伊勢原市 海老名市 南足柄市 綾瀬市 高座郡 寒川町 中郡 大磯町 二宮町 | 足柄上郡 大井町 松田町 開成町 足柄下郡 箱根町 真鶴町 湯河原町 新潟県新潟市 富山県富山市 高岡市 石川県金沢市 福井県福井市 山梨県甲府市 長野県長野市 松本市 岐阜県岐阜市 静岡県静岡市 浜松市 沼津市 熱海市 伊東市 愛知県豊橋市 岡崎市 一宮市 春日井市 刈谷市 | 豊田市 知立市 尾張旭市 日進市 三重県津市 四日市市 滋賀県草津市 京都府城陽市 八幡市 京田辺市 乙訓郡 大山崎町 久世郡 久御山町 大阪府泉佐野市 富田林市 河内長野市 柏原市 羽曳野市 泉南市 大阪狭山市 三島郡 島本町 泉南郡 熊取町 田尻町 奈良県奈良市 生駒市 和歌山県和歌山市 | 鳥取県鳥取市 島根県松江市 山口県下関市 山口市 徳島県徳島市 香川県高松市 愛媛県松山市 高知県高知市 福岡県久留米市 佐賀県佐賀市 長崎県長崎市 熊本県熊本市 大分県大分市 別府市 宮崎県宮崎市 鹿児島県鹿児島市 沖縄県那覇市 |

### 2級地-2
| 北海道夕張市 岩見沢市 登別市 宮城県塩竈市 名取市 多賀城市 茨城県日立市 土浦市 古河市 取手市 栃木県足利市 新潟県長岡市 石川県小松市 長野県上田市 | 岡谷市 諏訪市 岐阜県大垣市 多治見市 瑞浪市 土岐市 各務原市 静岡県三島市 富士市 愛知県瀬戸市 豊川市 安城市 東海市 大府市 岩倉市 豊明市 清須市 | 北名古屋市 三重県松阪市 桑名市 兵庫県加古川市 高砂市 加古郡 播磨町 奈良県橿原市 岡山県玉野市 広島県三原市 尾道市 府中市 大竹市 廿日市市 安芸郡 海田町 | 坂町 山口県宇部市 防府市 岩国市 周南市 福岡県 大牟田市 直方市 飯塚市 田川市 行橋市 中間市 筑紫野市 春日市 大野城市 太宰府市 宗像市 古賀市 福津市 那珂川市 糟屋郡 宇美町 篠栗町 志免町 須恵町 新宮町 久山町 粕屋町 遠賀郡 芦屋町 水巻町 岡垣町 遠賀町 京都郡 苅田町 長崎県佐世保市 西海市 熊本県荒尾市 |

### 3級地-1
| 北海道地方 | 北海道地方 | 北海道地方 | 北海道地方 | 北海道地方 |
| --- | --- | --- | --- | --- |
| 北海道北見市 網走市 留萌市 稚内市 美唄市 芦別市 赤平市 紋別市 士別市 名寄市 三笠市 根室市 滝川市 砂川市 歌志内市 深川市 富良野市 伊達市 | 石狩市 北斗市 亀田郡 七飯町 山越郡 長万部町 檜山郡 江差町 虻田郡 京極町 倶知安町 岩内郡 岩内町 余市郡 余市町 空知郡 奈井江町 上砂川町 南富良野町 | 上川郡 鷹栖町 東神楽町 上川町 東川町 新得町 勇払郡 占冠村 安平町 中川郡 音威子府村 中川町 幕別町 天塩郡 天塩町 幌延町 宗谷郡 猿払村 | 枝幸郡 浜頓別町 枝幸町 網走郡 美幌町 斜里郡 斜里町 清里町 紋別郡 遠軽町 滝上町 興部町 西興部村 雄武町 沙流郡 日高町 浦河郡 浦河町 | 日高郡 新ひだか町 河東郡 音更町 河西郡 芽室町 中札内村 足寄郡 陸別町 釧路郡 釧路町 川上郡 弟子屈町 標津郡 中標津町 標津町 目梨郡 羅臼町 |
| 東北地方 | | | | |
| 青森県弘前市 八戸市 黒石市 五所川原市 十和田市 三沢市 むつ市 岩手県宮古市 大船渡市 花巻市 北上市 久慈市 | 遠野市 一関市 陸前高田市 釜石市 二戸市 奥州市 滝沢市 宮城県石巻市 気仙沼市 白石市 角田市 岩沼市 | 大崎市 富谷市 柴田郡 大河原町 柴田町 宮城郡 七ケ浜町 利府町 秋田県能代市 横手市 大館市 | 男鹿市 湯沢市 鹿角市 由利本荘市 大仙市 山形県米沢市 鶴岡市 酒田市 新庄市 寒河江市 上山市 村山市 | 長井市 天童市 東根市 尾花沢市 南陽市 福島県会津若松市 郡山市 いわき市 白河市 須賀川市 喜多方市 相馬市 二本松市 南相馬市 |
| 関東地方 | | | | |
| 茨城県石岡市 龍ケ崎市 常陸太田市 高萩市 牛久市 つくば市 ひたちなか市 鹿嶋市 守谷市 筑西市 那珂郡 東海村 稲敷郡 美浦村 北相馬郡 利根町 栃木県栃木市 佐野市 鹿沼市 日光市 小山市 真岡市 | 大田原市 矢板市 那須塩原市 下野市 河内郡 上三川町 下都賀郡 壬生町 群馬県伊勢崎市 太田市 沼田市 館林市 渋川市 藤岡市 富岡市 安中市 吾妻郡 草津町 利根郡 みなかみ町 邑楽郡 大泉町 | 埼玉県行田市 秩父市 飯能市 加須市 本庄市 東松山市 羽生市 鴻巣市 深谷市 久喜市 北本市 蓮田市 坂戸市 幸手市 鶴ヶ島市 日高市 吉川市 白岡市 北足立郡 伊奈町 入間郡 毛呂山町 越生町 | 比企郡 嵐山町 小川町 鳩山町 南埼玉郡 宮代町 北葛飾郡 杉戸町 松伏町 千葉県銚子市 館山市 木更津市 茂原市 成田市 東金市 旭市 勝浦市 鴨川市 君津市 富津市 袖ケ浦市 白井市 匝瑳市 香取市                                                                        | 印旛郡 酒々井町 東京都西多摩郡 日の出町 檜原村 奥多摩町 大島町 利島村 新島村 神津島村 三宅村 御蔵島村 八丈町 青ヶ島村 小笠原村 神奈川県足柄上郡 中井町 山北町 愛甲郡 愛川町 清川村                                                                   |
| 中部地方 | | | | |
| 新潟県三条市 柏崎市 新発田市 小千谷市 加茂市 十日町市 見附市 村上市 燕市 糸魚川市 五泉市 上越市 佐渡市 魚沼市 妙高市 南魚沼郡 湯沢町 刈羽郡 刈羽村 富山県魚津市 氷見市 滑川市 黒部市 砺波市 小矢部市 南砺市 射水市 中新川郡 舟橋村 上市町 立山町 下新川郡 入善町 朝日町 石川県七尾市 輪島市 珠洲市 | 加賀市 羽咋市 かほく市 白山市 能美市 野々市市 能美郡 川北町 河北郡 津幡町 内灘町 福井県敦賀市 小浜市 大野市 勝山市 鯖江市 あわら市 越前市 坂井市 吉田郡 永平寺町 南条郡 南越前町 丹生郡 越前町 山梨県富士吉田市 都留市 山梨市 大月市 韮崎市 甲斐市 笛吹市 上野原市 甲州市 中央市 中巨摩郡 昭和町 | 長野県飯田市 須坂市 小諸市 伊那市 駒ヶ根市 中野市 大町市 飯山市 茅野市 塩尻市 佐久市 千曲市 東御市 安曇野市 北佐久郡 軽井沢町 諏訪郡 下諏訪町 富士見町 上伊那郡 辰野町 箕輪町 木曽郡 木曽町 埴科郡 坂城町 上高井郡 小布施町 岐阜県高山市 関市 中津川市 美濃市 羽島市 恵那市 美濃加茂市 可児市 | 瑞穂市 羽島郡 岐南町 笠松町 本巣郡 北方町 静岡県富士宮市 島田市 磐田市 焼津市 掛川市 藤枝市 御殿場市 袋井市 下田市 裾野市 湖西市 伊豆市 伊豆の国市 田方郡 函南町 駿東郡 清水町 長泉町 小山町 愛知県半田市 津島市 碧南市 西尾市 蒲郡市 犬山市 常滑市 江南市 | 小牧市 稲沢市 新城市 知多市 高浜市 田原市 愛西市 みよし市 弥富市 あま市 長久手市 愛知郡 東郷町 西春日井郡 豊山町 丹羽郡 大口町 扶桑町 海部郡 大治町 蟹江町 飛島村 知多郡 阿久比町 東浦町 南知多町 美浜町 武豊町 額田郡 幸田町 北設楽郡 設楽町 東栄町 |
| 関西地方 | | | | |
| 三重県伊勢市 鈴鹿市 名張市 尾鷲市 亀山市 鳥羽市 熊野市 志摩市 伊賀市 桑名郡 木曽岬町 員弁郡 東員町 三重郡 菰野町 朝日町 川越町 滋賀県彦根市 長浜市 近江八幡市 守山市 栗東市 | 甲賀市 野洲市 湖南市 東近江市 京都府福知山市 舞鶴市 綾部市 宮津市 亀岡市 南丹市 木津川市 綴喜郡 井手町 宇治田原町 相楽郡 精華町 大阪府阪南市 豊能郡 豊能町 能勢町 泉南郡 岬町 | 南河内郡 太子町 河南町 千早赤阪村 兵庫県洲本市 相生市 豊岡市 赤穂市 西脇市 三木市 小野市 三田市 加西市 たつの市 川辺郡 猪名川町 加古郡 稲美町 揖保郡 太子町 奈良県大和高田市 大和郡山市 天理市 桜井市                                                                                         | 五條市 御所市 香芝市 葛城市 宇陀市 生駒郡 平群町 三郷町 斑鳩町 安堵町 磯城郡 川西町 三宅町 田原本町 高市郡 高取町 明日香村 北葛城郡 上牧町 王寺町 広陵町 河合町 吉野郡 吉野町 大淀町 下市町                                                                | 和歌山県海南市 橋本市 有田市 御坊市 田辺市 新宮市 岩出市 海草郡 紀美野町 伊都郡 高野町 有田郡 湯浅町 日高郡 美浜町 西牟婁郡 白浜町 東牟婁郡 那智勝浦町 太地町 串本町                                                                                 |
| 中国・四国地方 | | | | |
| 鳥取県米子市 倉吉市 境港市 西伯郡 日吉津村 島根県浜田市 出雲市 益田市 大田市 安来市 江津市 八束郡 東出雲町 隠岐郡 隠岐の島町 | 岡山県津山市 笠岡市 井原市 総社市 高梁市 新見市 備前市 瀬戸内市 赤磐市 浅口市 都窪郡 早島町 浅口郡 里庄町 | 小田郡 矢掛町 広島県竹原市 三次市 庄原市 東広島市 安芸高田市 江田島市 安芸郡 熊野町 山口県萩市 下松市 光市 長門市 | 柳井市 美祢市 山陽小野田市 玖珂郡 和木町 熊毛郡 田布施町 平生町 徳島県鳴門市 小松島市 阿南市 香川県丸亀市 坂出市 | 善通寺市 観音寺市 香川郡 直島町 綾歌郡 宇多津町 仲多度郡 琴平町 多度津町 愛媛県今治市 新居浜市 西条市 四国中央市 |
| 九州・沖縄地方 | | | | |
| 福岡県柳川市 八女市 筑後市 大川市 豊前市 小郡市 嘉麻市 朝倉市 佐賀県唐津市 | 鳥栖市 長崎県諫早市 大村市 西彼杵郡 長与町 時津町 大分県中津市 | 宮崎県 都城市 延岡市 鹿児島県鹿屋市 枕崎市 阿久根市 出水市 伊佐市 指宿市 | 西之表市 垂水市 薩摩川内市 日置市 霧島市 いちき串木野市 南さつま市 奄美市 姶良市 | 沖縄県宜野湾市 石垣市 浦添市 名護市 糸満市 沖縄市 うるま市 宮古島市 |

### 3級地-2
1級地、2級地、3級地-1以外の市町村